# (You Want To) Make a Memory
«(You Want to) Make a Memory» — песня американской рок-группы Bon Jovi, выпущенная в качестве 1 сингла с их 10 студийного альбома Lost Highway. Написана Джоном Бон Джови, Ричи Самборой и Desmond Child. В эфире радиостанций эта композиция появилась 20 марта 2007 года, и лишь только с 17 апреля в США её можно было скачать на iTunes Store.
Песня представляет собой балладу.
Имеется ещё 2 другие версии этой композиции, которые также были выпущены как синглы. На всех музыкальных рынках, кроме США, поп-версия песни является синглом. Однако в США была выпущена кантри-версия песни, а которой было использовано больше инструментов и была несколько иная договорённость.
Песня была номинирована на премию «Грэмми» в 2008 году за «Лучшее вокальное поп-исполнение дуэтом или группой».

## Форматы и трек-лист
Здесь представлены форматы и трек-листы основных синглов «(You Want To) Make a Memory».

### Japan CD сингл
1. «(You Want to) Make a Memory»
2. «I Love This Town» (Живое выступление в Cannery Ballroom)
3. «Whole Lot of Leavin'» (Живое выступление в Cannery Ballroom)
4. «(You Want to) Make a Memory» (Instrumental version)

### UK CD сингл
1. «(You Want to) Make a Memory» (Поп-версия)
2. «Put the Boy Back in Cowboy»

### UK «Ограниченное Издание» 7", сингл
1. «(You Want to) Make a Memory» (Поп-версия)
2. «I Love This Town» (Живое выступление в Cannery Ballroom)

### German CD сингл
1. «(You Want to) Make a Memory»
2. «I Love This Town» (Живое выступление в Cannery Ballroom)
3. «Put The Boy Back In Cowboy»
4. «(You Want to) Make a Memory» (Видео)

## Чарты
7 апреля 2007 года, в Billboard Hot Country Songs чарте, песня получила название «Огненный дебют» (самая дебютирующая песня недели), достигнув 39 строчки. На следующей неделе композиция упала на 42 позицию, до своего возвращения в Топ-40, в котором она заняла 35 место.
Песня также стала «Огненной» на Billboard Hot 100, дебютировав на 27 строчке, 10 мая 2007 года, что являлось самым большим дебютом группы в чартах.
| Чарт (2007)                                | Наивысшая позиция |
| ------------------------------------------ | ----------------- |
| Canadian Hot 100                           | 4                 |
| US Billboard Hot Adult Contemporary Tracks | 1                 |
| US Billboard Hot Country Songs             | 35                |
| US Billboard Hot 100                       | 27                |
| US Billboard Pop 100                       | 28                |
| Austrian Singles Chart                     | 3                 |
| Germany Top 100                            | 5                 |
| Switzerland                                | 5                 |
| Italian Singles Chart                      | 6                 |
| Canadian BDS Airplay                       | 7                 |
| Dutch Top 40                               | 9                 |
| UK Singles Chart                           | 33                |

### Чарты конца года
| Год  | Чарт                 | Ранг |
| ---- | -------------------- | ---- |
| 2007 | German Singles Chart | 62   |

## Музыкальное видео
Впервые клип можно было увидеть 3 мая 2007 года. Ведущую роль в нём заняла актриса Брук Лэнгтон.